# Winifred Beamish
Winifred Geraldine Ramsey, coniugata Beamish (Forest Gate, 23 giugno 1883 – St Pancras, 10 maggio 1972), è stata una tennista britannica.

## Biografia
Nel 1921 giunse in finale nel doppio al Torneo di Wimbledon con Irene Bowder Peacock perdendo contro Suzanne Lenglen e Elizabeth Ryan per 6-1, 6-2. 
Vinse la medaglia d'argento nel doppio ai Giochi della VII Olimpiade insieme alla connazionale Dorothy Holman perdendo contro l'altra coppia britannica composta da Kathleen McKane e Winifred McNair in una sfida combattuta terminata per 8-6, 6-4. Nel singolo venne eliminata dalla sua compagna nel doppio Dorothy Holman negli ottavi con 8-6, 6-2.
Era la moglie di Alfred Beamish, con cui partecipò nel doppio misto alle olimpiadi senza buoni risultati.